# Glossaulax vesicalis
Glossaulax vesicalis is een slakkensoort uit de familie van de Naticidae. De wetenschappelijke naam van de soort is voor het eerst geldig gepubliceerd in 1849 door Philippi.